# Furubira
Furubira (jap. 古平町 Furubira-chō) – miasto w Japonii, w prefekturze Hokkaido, w podprefekturze Shiribeshi. Według danych na rok 2020 miejscowość zamieszkiwało 2 745 mieszkańców , a gęstość zaludnienia wyniosła 14,6 os./km².